# Gerhard Gundermann
Gerhard Rüdiger Gundermann, né le 21 février 1955 à Weimar et mort le 21 juin 1998 à Spreetal, est un auteur-compositeur-interprète et musicien de rock allemand qui se produisait généralement sous le simple nom de Gundermann.
Opérateur d'excavatrice expérimenté, sa carrière musicale a débuté dans l'ex-Allemagne de l'Est, où il s'est fait connaître pour ses paroles intelligentes, souvent mélancoliques, imprégnées de commentaires sociaux. Après la réunification allemande, il est devenu particulièrement populaire parmi les anciens Allemands de l'Est qui se sentaient aliénés et marginalisés dans le pays réunifié.

## Discographie
- 1988 : Männer, Frauen und Maschinen
- 1992 : Einsame Spitze
- 1993 : Der 7te Samurai
- 1995 : Frühstück für immer
- 1997 : Engel über dem Revier
- 1998 : Krams - Das letzte Konzert
- 1999 : Unplugged (Silly + Gundermann und Seilschaft)
- 2000 : Live-Stücke I (actuellement indisponible en raison d'un litige)
- 2004 : Werkstücke II. Die Wilderer
- 2005 : Torero... Werkstücke III (solo / live)
- 2005 : Oma Else. Werkstücke IV
- 2008 : Alle oder Keiner. Auswahl I

## Sources
- Gerhard Gundermann. Rockpoet und Baggerfahrer. Gespräche mit Hans-Dieter Schütt. Schwarzkopf & Schwarzkopf Verlag, 1996 et 1999.  (ISBN 3-89602-055-2)
- Mario Ferraro. Das Liederbuch. (42 paroles de chansons de Gundermann avec annotations) Buschfunk Musikverlag.  (ISBN 3-931925-34-X) ; Partie 2 :  (ISBN 3-931925-35-8)